# Реза Кемаль
Реза Кемаль известный под псевдонимом — Шахрзад (перс. رضا کمال‎
1898, Тегеран — 11 сентября 1937) — иранский драматург, актёр, поэт, переводчик.

## Биография
С детства ему нравились сказки «Тысяча и одна ночь» и их героиня сказочница Шахерезада и много лет спустя выбрал себе прозвище «Шахрзад». Изучал французский язык и литературу в École Saint-Louis в Тегеране. Из-за интереса к французской литературе перевёл несколько французских пьес на персидский. Позже начал адаптировать пьесы, писать некоторые оригинальные пьесы и ставить некоторые из своих собственных пьес.
В 1918 году совместно с С. Нафиси, Г. Фекри, М. Каземи и другими организовал театральное общество в Тегеране. Поскольку он жил при правительстве с жесткой цензурой, обычно использовал исторические и мифические персонажи, писал рассказы, чтобы рассказать о своем времени. Важной особенностью его пьес было использование женских персонажей в качестве главных героев.
Драма Шахрзада «Зардошт» (1920) рассказывает об основателе древнеиранской религии Заратуштре. Затем написал лирическую драму «Паричехр и Паризад» (1921), пьесу «Мраморная статуя» (1930), в которой успешно дебютировал как актёр, выступив в главной роли. Комедия «Доктор прибыл из Европы» (1925) показывает молодёжь, обучавшуюся в Европе. Ему принадлежит либретто оперетт «Парване» о жизни и деятельности актёра Парване (1927), «Невеста Сасанидов, или Хосров и Ширин» (1932, по поэме Низами), «Жена паши» и др.
На темы сказок «1001 ночи» написал пьесы: «Аббасе, сестра Эмира» (1933), «Тысяча первая ночь» (1931), «Гарем халифа Харун ар-Рашида, или Азиза и Азиза» (1933, по Гюго) и др. Перевёл пьесы О. Уайльда, Мюссе и др.
Покончил жизнь самоубийством 11 сентября 1937 года, в том же году несколько его друзей покончили жизнь самоубийством в рамках, так называемого, договора о самоубийстве.

## Избранные пьесы (на английском)
- Parichehr and Parizad (оперетта, 1920)
- Zoroaster (1920)
- Doctor Has Come Back (1924)
- Alabaster Statues (1929)
- Thousand and First Night
- Queen for One Night (1932)